# Exilisia subfusca
Exilisia subfusca là một loài bướm đêm thuộc phân họ Arctiinae, họ Erebidae.